# Каналето (телевизионно предаване)
Вижте пояснителната страница за други значения на Каналето.
„Каналето“ е предаване на БНТ, излъчвано по Канал 1 в периода от 1 април 1995 г. до 11 септември 2004 г.
Подобно на предшественика си „Ку-ку“ и то е хумористично предаване. През 1997 г. целият екип на предаването протестира срещу правителството на Жан Виденов.
В шоуто участват Камен Воденичаров, Мартина Вачкова, Тончо Токмакчиев, Слави Трифонов, Стефан Рядков, Васил Василев-Зуека, Виктор Калев и други.
На 16 юни 2007 г. стартира „Шоуто на Канала“, което е наследник на „Каналето“. В него участват актьори от „Ку-ку“ и „Каналето“.

## Дискография и албуми
1. „Ръгай чушки в боба“ – 1993 г. (преиздаден 1995 г.)
2. „Шат на патката главата“ – 1994 г.
3. „Рома тв“ – 1994 г.
4. „Жълта книжка“ – 1995 г.
5. „Хъшове" – 1996 г.
6. „Каналето THE BEST“ – 1997 г.

## Проекти
- Включват се в подготовката на първите годишни музикални награди на телевизия ММ.
- Включват се в подготовката за новогодишната програма през 1998 и 2000 година.